# Сиверс, Антон Александрович
Антон Александрович Сиверс (род. 23 июля 1964, Москва) — российский актёр театра и кино, кинорежиссёр и сценарист, доцент СПбГИКиТ.

## Биография и творческий путь
Антон Сиверс (до 2001 года — Бычков) родился 23 июля 1964 года в Москве. Отец, Александр Владимирович Бычков, и мать, Галина Павловна Бычкова, были архитекторы , после окончания учёбы в МАРХИ переехали в родной город мамы, Ленинград. Родители в молодости увлекались походами, отец в совершенстве владел гитарой, сочинял песни, выступал в клубе «Восток», был художником.
Большую роль в воспитании сыграл дед по матери, Павел Львович Сиверс, преподаватель Государственного университета морского и речного флота имени адмирала С. О. Макарова. Увлечённый любительской киносъёмкой, он привил внуку любовь к кино, а будучи потомком знатного рода морских офицеров, внушил уважение и интерес к семейным корням. Начиная творческий путь, Антон взял его фамилию в качестве псевдонима, а позже — и официально.
В 1981 году Антон Сиверс окончил школу, после неудачной попытки поступления на актёрский факультет Ленинградского государственного института театра, музыки и кинематографии (ЛГИТМиК) в течение года работал монтировщиком сцены в Учебном театре «На Моховой». В 1982 году поступил на актерский факультет Государственного института театрального искусства имени А. В. Луначарского (ГИТИС) в Москве, в мастерскую В. П. Остальского.
По окончании института в 1986 году вернулся в Ленинград и стал актёром Молодого театра при Ленконцерте под руководством Семёна Спивака. В 1989 году труппа вошла в состав Молодёжного театра на Фонтанке, где Антон продолжил работу. Играл ведущие роли в поставленных Спиваком спектаклях «Дорогая Елена Сергеевна» (Паша), «Смерть Ван Халена» (Лёша), «Лунные волки» (Егор) и других. 
В период театральной карьеры сыграл несколько ролей в кино, в том числе Валеру Чернышова в фильме «Плата за проезд» Вячеслава Сорокина (1986), молодого Василия Лемехова в первой серии мини-сериала «Радости земные» Сергея Колосова (1988), лейтенанта НКВД в фильме «Стук в дверь» Климентия Чимидова (1989) и другие.
В 1994 году поступил на факультет экранных искусств Санкт-Петербургского государственного института кино и телевидения (СПбГИКиТ), в мастерскую кинорежиссуры Леонида Менакера. Окончил вуз в 1999 году.
В 2000 году стартовал в кино со съёмок 14-серийного телефильма «Охота на Золушку». Известность пришла после выхода на экраны в 2006 году первого полнометражного фильма «Поцелуй бабочки». Всего снял около 20 фильмов и телесериалов, среди них — «Качели» (2008), «Вербное воскресение» (2009), «Дом на обочине» (2011), «Василиса» (2013), «Чёрная кошка» (2017), «Аманат» (2022) и другие.
С 2023 года является доцентом кафедры режиссуры игрового кино Санкт-Петербургского государственного института кино и телевидения, мастер курса. 

## Награды и звания
- — лауреат премии российской киноакадемии «Золотой орёл» (2011, номинация «Лучший мини-телесериал» — за телесериал «Вербное воскресенье»)[11];
- — лауреат Приза зрительских симпатий кинофестиваля «Виват кино России!» (2014, за фильм «Василиса»)[12];
- — лауреат Гран-при кинофестиваля «Вече» (2022, за фильм «Аманат»)[13];
- — лауреат приза «Бронзовый Витязь» (1999, за короткометражный фильм «Яблочки»);
- — Заслуженный деятель искусств Республики Дагестан (получил звание в 2022 году за работу над фильмом «Аманат»)[14].

## Личная жизнь
Женат, имеет дочь. 

## Фильмография

### Актёр
- 1986 — Плата за проезд (Валера Чернышов)
- 1988 — Радости земные (Василий Лемехов в молодости)
- 1990 — Неизвестные страницы из жизни разведчика (Мстислав Швятский)
- 1990 — Стук в дверь (лейтенант НКВД)
- 1998 — Улицы разбитых фонарей, первый сезон, седьмая серия (сумасшедший)
- 2000 — Охота на Золушку (Андрей, подручный Грека)
- 2008 — Каменская 5, фильм четвёртый — «Посмертный образ» (актёр)
- 2021 — Невский. Охота на Архитектора (Куварин-старший)

### Режиссёр-постановщик
- 1998 — Яблочки (короткометражный учебный фильм)
- 1999 — Доченька (короткометражный учебный фильм)
- 2000 — Охота на Золушку (сериал, 14 серий)
- 2004 — Сёстры (сериал, 12 серий)
- 2005 — Счастливый (сериал, 8 серий)
- 2006 — Поцелуй бабочки (полнометражный фильм)
- 2007 — Качели (полнометражный фильм)
- 2008 — Каменская 5 (телесериал из шести двухсерийных эпизодов: «Реквием», «Имя потерпевшего — никто», «Воющие псы одиночества», «Посмертный образ», «Соавторы» и «Закон трёх отрицаний»)
- 2009 — Вербное воскресенье (сериал, 8 серий)
- 2011 — Дом на обочине (полнометражный фильм)
- 2013 — Василиса (полнометражный фильм и мини-сериал, 4 серии)
- 2015 — Спасайся, брат! (мини-сериал, 4 серии)
- 2016 — Чёрная кошка (сериал, 16 серий)
- 2019 — Тест на беременность 2 (сериал, 16 серий)
- 2022 — Аманат (полнометражный фильм)
- 2022 — Чайки (сериал, 16 серий)
- 2024 — Истребители. Битва за Крым (сериал, 6 серий)

### Соавтор сценария
- 2013 — Василиса
- 2015 — Спасайся, брат!
- 2022 — Аманат
- 2022 — Чайки